# Сантанке, Даниела
Даниела Сантанке (итал. Daniela Santanchè), урождённая Даниела Гарнеро (итал. Daniela Garnero; род. 7 апреля 1961, Кунео) — итальянский политик, сенатор Италии (с 2018). Министр туризма Италии (с 2022).

## Биография
Родилась 7 апреля 1961 года в семье Оттавио и Дельфины Гарнеро, предпринимателей в сфере перевозок.
Окончила Туринский университет. В 1983 году занялась маркетингом. Позднее имела бизнес в области средств массовой информации и связей с общественностью. В 1992—1993 годах прошла курс обучения в школе бизнеса университета Боккони.
В 1999 году избрана в провинциальный совет Милана. В 2001 году выставила свою кандидатуру на парламентских выборах. Не добилась успеха, но получила мандат благодаря отказу от него одного из избранных коллег-однопартийцев.
С 30 мая 2001 по 13 ноября 2007 года являлась депутатом Палаты депутатов парламента Италии четырнадцатого и пятнадцатого созывов во фракции Национального альянса. Завершала второй мандат с 13 ноября 2007 по 28 апреля 2008 года в партийной группе «Правые» Смешанной фракции.
К парламентским выборам 13 апреля 2008 года партия «Правые» создала блок с Fiamma Tricolore, который возглавила Сантанке. Объединение получило только 2,43 % голосов избирателей на выборах Палаты депутатов и 2,1 % — на выборах в Сенат, не преодолев в обоих случаях процентного барьера и оставшись без мест в обеих палатах парламента.
В 2008 году основала Движение за Италию. 24 февраля 2010 года присоединилась к Народу свободы.
С 4 марта 2010 по 16 ноября 2011 года Сантанке занимала в четвёртом правительстве Берлускони должность младшего статс-секретаря с полномочиями в области осуществления программы правительства.
Новый мандат в Палате депутатов семнадцатого созыва начинала 15 марта 2013 во фракции Берлускони «Народ свободы». После её распада в ноябре 2013 года осталась с Берлускони в возрождённой партии Вперёд, Италия. С 11 декабря 2017 года до завершения полномочий 22 марта 2018 года состояла во фракции «Братья Италии — Национальный альянс».
В ходе парламентских выборов 4 марта 2018 года выставила свою кандидатуру в 17-м одномандатном избирательном округе Кремоны, баллотируясь в Сенат от правоцентристской коалиции с участием Лиги Севера, Вперёд, Италия, «Братьев Италии», а также списка «Мы с Италией». Победила с результатом 48,12 % голосов, далеко опередив основную соперницу — кандидатку левоцентристов Валентину Ломбарди (23,18 %).
22 октября 2022 года при формировании правительства Мелони получила портфель министра туризма.
26 июля 2023 года в Сенате состоялось голосование о недоверии Даниеле Сантанке из-за возбуждённого прокуратурой Милана дела о финансовых злоупотреблениях в её предпринимательской деятельности, в основном касающегося управления издательством «Visibilia Editore» в период с 2016 по 2020 год. Вотум недоверия был отклонён 111 голосами против 67, при этом за недоверие голосовали фракции Движения пяти звёзд, Демократической партии, альянса «зелёных» и левых, основу которого составляют Зелёная Европа, вышедшая из Федерации зелёных, и Итальянские левые (при этом Действие и Италия Вива не участвовали в голосовании).

## Предпринимательская деятельность
Крупнейшим деловым предприятием Сантанке стала созданная в 2007 году на равных паях с семьёй Анджелуччи компания «Visibilia», занятая продажей рекламных площадей и времени в средствах массовой информации (Анджелуччи — владельцы ежедневных газет «Libero» и «Il Riformista»). В 2008 году заняла должность CEO. В 2009 с компанией стали сотрудничать «il Giornale» и «Metro». Тем не менее, «Visibilia» переживала финансовые трудности. С 2008 по 2010 год её дебиторская задолженность перед клиентами выросла с 7,6 млн евро до 11,2 млн.

## Уголовное преследование
Прокуратурой Милана расследуется дело в отношении Сантанке по обвинению в ведении недостоверной бухгалтерии, получении незаконных льгот, начисленных период пандемии коронавируса, и обмане Национального института социального обеспечения Италии двумя компаниями, принадлежавшими Сантанке, включая «Visibilia». Сантанке продала свою долю в компаниях при назначении министром, и отрицает обвинения. По делу также обвиняются ещё двое человек, включая партнёра Сантанке Дмитрия Кунца.
Компании возместили ущерб, и Институт социального обеспечения планирует отозвать гражданский иск.

## Личная жизнь
С 1983 по 1995 год состояла в браке с пластическим хирургом Паоло Сантанке (к этому периоду относится одно из первых упоминаний о Сантанке в прессе — в светской хронике 1995 года о пышном праздновании дня рождения её мужа с участием 750 гостей, включая Ивану Трамп, Krizia и других, завершившемся с появлением карабинеров). В 2001 году, после затянувшегося поединка адвокатов, брак был аннулирован Трибуналом Священной Римской Роты. Есть сын Лоренцо от предпринимателя Канио Мадзаро (Canio Mazzaro).